# كورنيليوس بونير
كورنيليوس بونير (بالإنجليزية: Cornelius Bonner)‏ هو لاعب كرة قدم أمريكية أمريكي، ولد في 1 سبتمبر 1976.